# Хана (филм)
Ко је Хана или Хана (енгл. Hanna) акционо-авантуристички је трилер режисера Џоа Рајта. Главну улогу игра Серше Ронан као насловни лик Хана — девојчица коју је у дивљини северне Финске одгојио и као атентатора обучио њен отац, бивши Цијин оперативац (Ерик Бана). Кејт Бланшет игра Цијину агентицу која покушава да уђе у траг девојчици и убије њу и њеног оца. Саундтрек за филм урадила је компанија Кемикал брадерс.
Филм је изашао у Северној Америци у априлу 2011, а у Европи у мају исте године. Добио је позитивне реакције већине критичара, а гледаоци су похвалили перформанс Ронанове и Бланшет — као и акционе сцене и тематику. Сниман је на атрактивним и занимљивим локацијама, укључујући оне у Мароку.

## Улоге
- Серше Ронан као Хана Хелер
- Ерик Бана као Ерик Хелер
- Кејт Бланшет као Мариса Виглер
- Џесика Барден као Софи
- Алдо Маланд као Мајлс
- Том Холандер као Ајзакс
- Оливија Вилијамс као Рејчел
- Џејсон Флеминг као Себастијан
- Мишел Докери as лажна Мариса
- Вики Крипс as Јохана Цадек
- Мартин Вутке as Кнепфлер

## Саундтрек
Филмску музику је компоновао британски биг бит дуо, Кемикал брадерс.

## ТВ серија
У марту 2017, Дејвид Фар је објавио да ће написати ТВ серију засновану на филму. Дана 23. маја 2017. године, Амазон је званично наручио продукцију серије.